# Jarchinio Antonia
Jarchinio Angelo Roberto Antonia (Ámsterdam, Países Bajos, 27 de diciembre de 1990) es un futbolista curazoleño que juega de delantero en el SV TEC de la Derde Divisie.

## Clubes
| Club                 | País         | Año       |
| -------------------- | ------------ | --------- |
| ADO Den Haag         | Países Bajos | 2010-2011 |
| Go Ahead Eagles      | Países Bajos | 2011-2014 |
| F. C. Groningen      | Países Bajos | 2014-2016 |
| Go Ahead Eagles      | Países Bajos | 2016-2017 |
| A. C. Omonia Nicosia | Chipre       | 2017-2019 |
| AEL Limassol F. C.   | Chipre       | 2019      |
| S. C. Cambuur        | Países Bajos | 2019-2021 |
| NAC Breda            | Países Bajos | 2021-2023 |
| SV TEC               | Países Bajos | 2023-     |

## Palmarés

### Títulos nacionales
| Título                   | Club               | País         | Año  |
| ------------------------ | ------------------ | ------------ | ---- |
| Copa de los Países Bajos | F. C. Groningen    | Países Bajos | 2015 |
| Copa de Chipre           | AEL Limassol F. C. | Chipre       | 2019 |